# Vicent Marzà i Ibáñez
Vicent Marzà i Ibáñez (Castelló de la Plana, 3 de març de 1983) és mestre i polític valencià, actual eurodiputat per Els Verds-ALE, exdiputat a les Corts Valencianes per Compromís i membre de Més-Compromís. Entre el 2015 i 2022 fou conseller d'Educació, Cultura i Esports de la Generalitat Valenciana.

## Biografia
Mestre de professió, Marzà és diplomat en magisteri per la Universitat de València, especialitat d'anglès i francès, i actualment treballa a l'escola pública Gaetà Huguet de Castelló de la Plana. A més, Vicent Marzà té un màster en lideratge de la transformació socioeducativa i va iniciar un curs de doctorat no finalitzat, tots dos per la Universitat Ramon Llull.
Amant del ciclisme i fill de pares professors que junt amb altres mestres van posar en marxa la primera escola en valencià de Castelló, "la Censal", Vicent Marzà compaginava la seua feina docent amb la participació en diverses entitats del teixit associatiu castellonenc. És una persona vinculada a Escola Valenciana i milita en el Sindicat de Treballadors de l'Ensenyament del País Valencià (STEPV), que és el majoritari en l'àmbit educatiu valencià. Marzà també està vinculat a diversos col·lectius culturals com la Conlloga-Muixeranga de Castelló de la Plana i és membre de la Colla el Pixaví.
En l'apartat polític, Vicent Marzà comença a militar a la branca juvenil del BLOC Nacionalista Valencià als anys 2000. Ha estat un defensor del viratge del nacionalisme valencià cap a la socialdemocràcia, primer en la conformació amb Iniciativa del Poble Valencià (IdPV) i Els Verds-Esquerra Ecologista de la coalició Compromís, i després com a responsable de la ponència política que va dur al seu partit a canviar la seua denominació: del BLOC a Més-Compromís al VIII Congrés Nacional de 2021. Congrés en que Marzà va ser triat coordinador polític del partit, un lloc equiparable al de vicesecretari general.
Vicent Marzà ja havia esdevingut referent de Més - Compromís a les comarques del nord abans, concretament des de les eleccions a les Corts Valencianes de 2015 quan encapçala la candidatura per la circumscripció de Castelló i va ser triat diputat, repetint a les successives eleccions de 2019 i 2023.

### Conseller de Cultura, Educació i Esports
L'any 2015 va ser nomenat conseller d'Educació, Cultura, Investigació i Esports del Consell de la Generalitat Valenciana en el primer govern del Botànic, format per Compromís i el Partit Socialista del País Valencià-PSOE que va ostentar la presidència sota la figura de Ximo Puig.
Durant la seva gestió al capdavant de la Conselleria va substituir el sistema de línies educatives que permetien als estudiants cursar totes les matèries no lingüístiques en valencià per un sistema plurilingüe.
L'11 de maig del 2022 anuncià la seua dimissió com a conseller per a centrar-se en la vida orgànica del seu partit.

### Eurodiputat
A les eleccions europees del 16 de Juliol del 2024 aconseguí un escó en el parlament europeu dins de les llistes de Sumar. Forma part del grup parlamentari Els Verds-ALE.